# Schreiterer & Below
Schreiterer & Below war ein deutsches Architekturbüro, das in den frühen 1890er-Jahren von Emil Schreiterer (1852–1923) und Bernhard Below (1854–1931) gegründet wurde und bis Ende der 1920er-Jahre bestand. Es hatte seinen Sitz in Köln, das mit der restlichen Rheinprovinz ein Schwerpunkt der Tätigkeit des Büros war. Aufgrund eines umfangreichen und breit gefächerten Werkes kann es als eines der bedeutendsten Architekturbüros im Deutschen Kaiserreich gelten.

## Geschichte

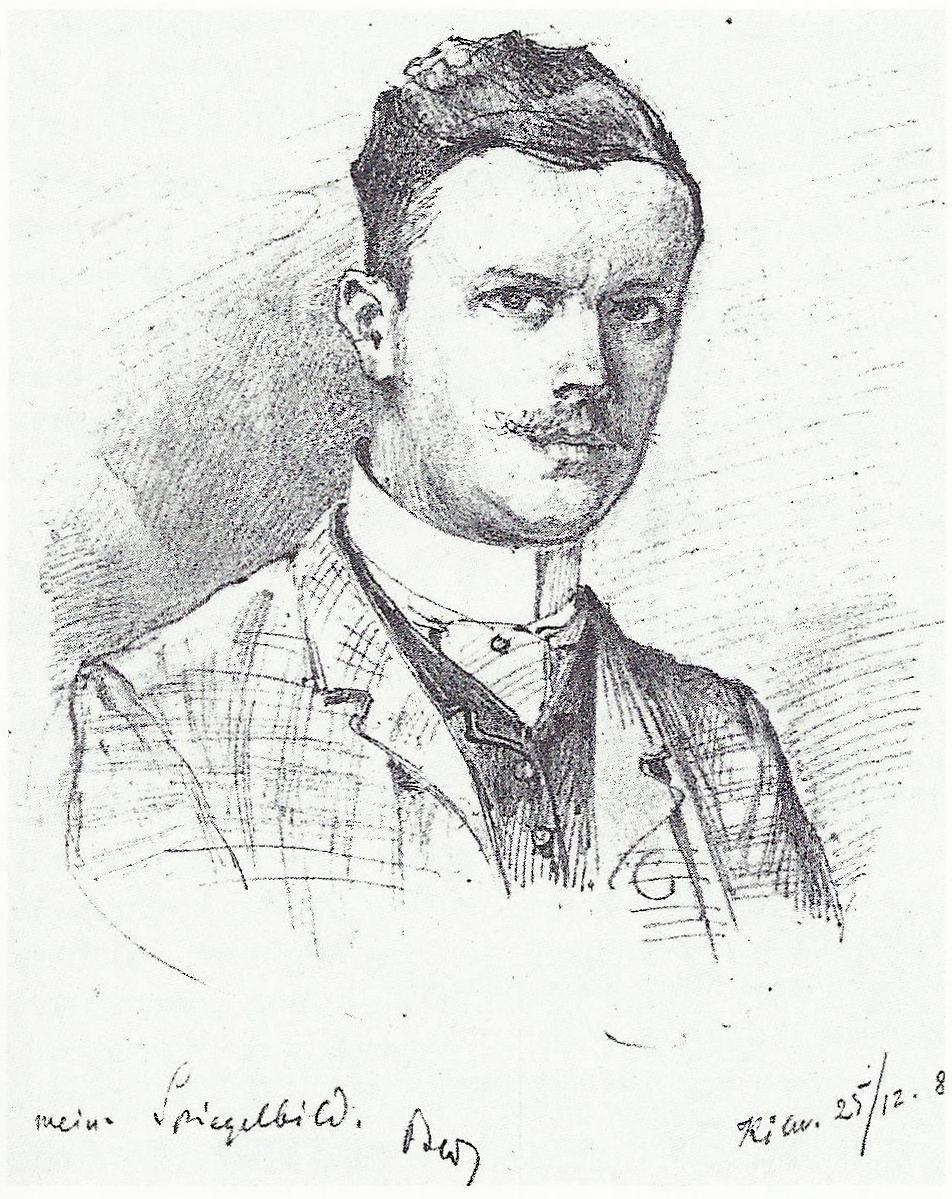
Bernhard Below, Selbstporträt (1888)

Emil Schreiterer arbeitete vor Begründung der Partnerschaft Schreiterer & Below von 1884 bis 1891 in einem gemeinsamen Büro mit dem Architekten Ludwig (genannt Louis) Schreiber in Köln.:8 Bernhard Traugott Below (* 23. September 1854 in Posen; † 26. Oktober 1931 in Köln) war als Bauinspektor im preußischen Staatsdienst bei der Königlichen Eisenbahndirektion Köln tätig.:13 Das Architekturbüro Schreiterer & Below richtete seinen Sitz im Haus Werderstraße 10 (Ortsteil Neustadt-Nord) ein. 1898 erfolgte ein Umzug in das Erdgeschoss des unweit des alten Standorts gelegenen Hauses Göbenstraße 3. In der Anfangszeit führte das Büro noch einige Entwürfe Schreiterers aus der Zeit vor seiner Partnerschaft mit Below aus.:305 Der Schwerpunkt der Tätigkeit des Architekturbüros lag – ohne besondere fachliche Spezialisierung – auf Wohn- und Geschäftshäusern sowie Wohnbauten für das gehobene Bürgertum in Köln und weiteren Teilen der preußischen Rheinprovinz.:15 Sie umfasste von Beginn an aber auch öffentliche und sakrale Bauwerke und weitete sich nach 1900 auf Bankgebäude aus. 1905 erschien ein erster Werkband des Architekturbüros, 1906 stellte es eine Auswahl davon auf einer Ausstellung der Ortsgruppe Köln des Bundes Deutscher Architekten (BDA) im Gürzenich vor.:16
Im Büro waren bei hoher Auftragslage – vor und nach einer durch den Ersten Weltkrieg bedingten Reduzierung der Bautätigkeit – bis zu zehn Mitarbeiter angestellt, darunter zwei Architekten, zwei Statiker, ein bis zwei Bauleiter, ein Buchhalter, ein bis zwei Zeichner, eine Sekretärin sowie Volontäre. Zu den zeitweise im Büro tätigen Architekten gehörten Albert Passauer (1879–1970) und als Kunstgewerbler Ludwig Paffendorf. Um 1914 veröffentlichte das Büro einen zweiten Werkband mit ausgeführten und nicht ausgeführten Entwürfen.:17 Zu Jahresbeginn 1919 stieg der langjährige Mitarbeiter Albert Passauer als dritter Teilhaber in das Büro ein, wenige Jahre später auch Schreiterers Sohn Gottfried (1888–1945). Er trat bereits an die Stelle seines Vaters, noch bevor dieser 1923 starb.:18 Die Tätigkeit des Büros beschränkte sich nach Ende des Ersten Weltkriegs auf gehobene Wohnbauten und ging nach 1924 deutlich zurück. Ein dritter und letzter Werkband erschien 1927. Aufgrund des Ausscheidens von Passauer 1927, des altersbedingten Rückzugs von Bernhard Below sowie eines krankheitsbedingten Rückzugs von Gottfried Schreiterer löste sich das Architekturbüro spätestens 1929 auf.:19
Als bedeutende Projekte des Büros können unter anderem die Kölner Synagoge (1895–1899), die Villenkolonie Weiden (1905–1914) sowie die Kur- und Klinikanlagen in Bad Neuenahr und Ahrweiler (1894–1906) gelten. Im Rahmen von Architektenwettbewerben wurden beispielsweise die Entwürfe des Büros für die zweite Rheinbrücke (1910) in Köln und das Museum Wiesbaden (1908) prämiert. Für das von Georg Metzendorf angelegte „Niederrheinische Dorf“ auf der Kölner Werkbundausstellung von 1914 schufen Schreiterer und Below eine Jugendhalle, die seit 1915 in Essen steht (Jugendhalle Schonnebeck).:164–167 Ein Großteil der nach Plänen des Büros entworfenen Bauwerke in Köln fiel dem Zweiten Weltkrieg zum Opfer.

„Der Umfang [des] Werkes [von Schreiterer & Below] ist groß. Wenn man bedenkt, daß fast alle ihre Entwürfe wegen der oft aufwendigen Steinmetzarbeiten genauestens durchgearbeitet werden mußten, was auch für die Innenausstattung – Stuck, Bilder, Mobiliar – der Wohn- und Geschäftshäuser galt, ist die Leistung des Büros hoch zu veranschlagen.“

In Anerkennung der Verdienste wurde 1925 in Köln-Weiden der Emil-Schreiterer-Platz eingeweiht.

## Werkverzeichnis

### Bauten in Köln
| Bauzeit   | Stadtteil     | Adresse                                                  | Bild           | Objekt | Maßnahme                                       | Anmerkungen |
| --------- | ------------- | -------------------------------------------------------- | -------------- | --- | ---------------------------------------------- | --- |
| 1893      | Ehrenfeld     | Leostraße 48                                             |                | Wohnhaus:328/329 | Neubau                                         | kriegszerstört |
| um 1895   | Altstadt-Süd  | Neumarkt 3                                               |                | Haus Fastenrath (Bauherr: Johannes Fastenrath):232                                                                   | Neubau                                         | kriegszerstört |
| um 1895   | Neustadt-Nord | Hansaring                                                |                | Mietshaus:333/334 | Neubau                                         | kriegszerstört |
| 1895–1896 | Marienburg    | Unter den Ulmen 154                                      | weitere Bilder | Villa Schmeltzer (erbaut 1887/88):336/337:760–766                                                                    | Um-/Anbau (Bauherr: Leo Schmeltzer, Fabrikant) | 1937 abgebrochen |
| 1895–1899 | Neustadt-Süd  | Roonstraße 50 Lage                                       | weitere Bilder | Synagoge:120–130 | Neubau                                         | 1938 teilweise zerstört, 1957–1959 wiederaufgebaut                                                                     |
| 1896–1897 | Marienburg    | Marienburger Straße 28/28a                               | weitere Bilder | Villa Below (Bauherr: Bernhard Below):21–25:499–501                                                                  | Neubau                                         | 1974 abgebrochen, Remise (Nr. 28a) als Wohnhaus erhalten                                                               |
| 1897–1898 | Neustadt-Süd  | Lindenstraße 16–22 Lage                                  |                | Evangelisches Mädchen-Lyzeum:456/547                                                                                 | Neubau                                         | mit wenigen Veränderungen erhalten; heute Rheinische Fachhochschule Köln                                               |
| 1897      | Altstadt-Süd  | Hohe Straße 11–13                                        |                | Castans Panoptikum:454/455                                                                                           | Neubau                                         | kriegszerstört |
| 1897–1898 | Neustadt-Nord | Goebenstraße 3/ Werderstraße Lage                        |                | Wohnhaus Schreiterer und Sitz des Architekturbüros Schreiterer & Below (Bauherr: Emil Schreiterer):341/342           | Neubau                                         | kriegsbeschädigt, wiederhergestellt                                                                                    |
| 1898      | Neustadt-Nord | Kaiser-Wilhelm-Ring 33                                   |                | Verwaltungsgebäude der Westdeutschen Eisenbahn-Gesellschaft:402/403                                                  | Neubau                                         | 1932 abgebrochen |
| 1899      | Mülheim       | Bergisch-Gladbacher Straße Lage                          |                | Grabkapelle Charlier auf dem Evangelischen Friedhof:440/441                                                          | Neubau                                         | kriegsbeschädigt, originalgetreu wiederhergestellt                                                                     |
| 1899      | Altstadt-Nord | Obenmarspforten 21 Lage                                  | weitere Bilder | Wohn- und Geschäftshaus Farina:85–90                                                                                 | Neubau unter Verwendung der alten Bausubstanz  | kriegszerstört, 1960 restauriert mit leicht veränderter Fassade in barocker Form                                       |
| 1899      | Kalk          | Kalker Hauptstraße 315                                   |                | Wohnhaus (Bauherr: Wimmar Breuer, Fabrikant):347/348                                                                 | Neubau                                         | kriegszerstört |
| um 1900   | Neustadt-Süd  | Hardefuststraße 7                                        |                | Wohnhaus:36–38 | Neubau                                         | kriegszerstört |
| 1901–1902 | Altstadt-Nord | Große Budengasse 8                                       |                | Bankhaus Sal. Oppenheim jr. & Cie:110–114                                                                            | Neubau                                         | kriegszerstört |
| 1902      | Bayenthal     | Gustav-Heinemann-Ufer 118                                |                | Villa der Kölnische Maschinenbau AG (für Generaldirektor Ernst Lechner):355/356:283/284                              | Neubau                                         | kriegszerstört, verändert wiederaufgebaut, 1988/89 abgebrochen                                                         |
| 1903      | Marienburg    | Lindenallee 23                                           | weitere Bilder | Villa:39–41:394/395                                                                                                  | Neubau                                         | kriegszerstört, Gartenhaus 1965 abgebrochen                                                                            |
| 1903–1904 | Weiden        | Bahnstraße 17/19 Lage                                    |                | Wohnhäuser (Bauherr: Architekturbüro Schreiterer & Below):360                                                        | Neubau                                         | stark veränderte Fassade                                                                                               |
| 1903–1904 | Marienburg    | Marienburger Straße 32/34 Lage                           |                | Doppelvilla:358/359:501–503                                                                                          | Neubau                                         | Nr. 32: erhalten; Nr. 34: kriegsbeschädigt, 1947 vereinfacht wiederaufgebaut, 1983/84 teilrekonstruiert; Denkmalschutz |
| 1904–1905 | Altstadt-Nord | Zeughausstraße 10/ Mohrenstraße Lage                     |                | Wohn- und Geschäftshaus:91–95                                                                                        | Neubau                                         | kriegszerstört, stark veränderter Wiederaufbau                                                                         |
| 1905      | Altstadt-Nord | Konrad-Adenauer-Ufer                                     |                | Wohnhaus:42/43 | Neubau                                         | kriegszerstört |
| 1905      | Weiden        | Aachener Straße 1269                                     |                | Rougemont-Sonorésches Landhaus (erbaut 1788):366–368                                                                 | Umbau (Bauherr: Emil Schreiterer)              | 1973 abgebrochen |
| vor 1905  | Neustadt-Nord | Bremer Straße 5/ Maybachstraße Lage                      |                | Geschäftshaus:410/411                                                                                                | Neubau                                         | Denkmalschutz |
| 1905–1908 | Bayenthal     | Gustav-Heinemann-Ufer 130                                | weitere Bilder | Villa Lindgens (Bauherr: Adolf Lindgens, Bleifarbenfabrikant; Bildhauer: Johann Degen, Julius Seidler):47–53:289–294 | Neubau                                         | kriegsbeschädigt, wiederhergestellt und 1958 abgebrochen                                                               |
| 1905–1914 | Weiden        | Goethe-, Eichendorff-, Schiller-, Bahn-, Aachener Straße |                | Villenkolonie Weiden (Bauherr: Colonie kleiner Landhäuser in Weiden bei Köln GmbH):54–73                             | Neubau                                         | mit Veränderungen erhalten; teilweise Denkmalschutz                                                                    |
| 1906–1907 | Bayenthal     | Gustav-Heinemann-Ufer 132                                |                | Villa Bürgers:371–373:294/295                                                                                        | Neubau                                         | stark kriegsbeschädigt, 1946/47 wiederhergestellt, 1959 abgebrochen                                                    |
| 1906–1907 | Bayenthal     | Bayenthalgürtel 4 Lage                                   | weitere Bilder | Villa („Haus Opfergelt“; Bauherr: Martin Hubert Opfergelt, Landgerichtsdirektor):374/375:140                         | Neubau                                         | schwer kriegsbeschädigt, 1961 teilweise verändert wiederaufgebaut; Denkmalschutz                                       |
| 1907      | Neustadt-Nord | Worringer Straße 21 Lage                                 |                | Wohnhaus (Bauherr: Wilhelm Stühlen, Fabrikbesitzer):376–378                                                          | Neubau                                         | Denkmalschutz |
| 1909–1910 | Deutz         | Ferdinandstraße                                          |                | Pfarrkirche St. Urban:131–133                                                                                        | Neubau                                         | kriegszerstört, wiederaufgebaut und für den Bau der Zoobrücke (1962) abgebrochen                                       |
| 1910–1911 | Marienburg    | Bayenthalgürtel 9 Lage                                   | weitere Bilder | Villa (Bauherr: Otto Strack, Bankdirektor):74–76:98–102                                                              | Neubau                                         | durch Um-/Anbauten verändert                                                                                           |
| um 1912   | Altstadt-Nord | Zeppelinstraße                                           |                | Geschäftshaus („Zeppelinhaus“):415/416                                                                               | Neubau                                         | kriegszerstört |
| vor 1914  | Lindenthal    | Stadtwaldgürtel 33 Lage                                  |                | Wohnhaus:384/385 | Neubau                                         | Denkmalschutz |
| 1913–1914 | Neustadt-Nord | Riehler Straße 90–92 Lage                                | weitere Bilder | Verwaltungsgebäude der Agrippina-Versicherung:101–109                                                                | Neubau                                         | 1930 aufgestockt; zu 2/3 kriegszerstört und teilweise verändert wiederaufgebaut; Denkmalschutz                         |
| um 1920   | Weiden        | Aachener Straße 1273                                     |                | Landhaus/Villa Rolff („Herrenhaus Zur Widen“; Bauherr: Viktor Rolff):77–80                                           | Neubau                                         | um 1960 abgebrochen |
| 1922      | Lindenthal    | Friedrich-Schmidt-Straße 28                              |                | Wohnhaus:387/388 | Neubau                                         | kriegszerstört |
| 1922      | Lindenthal    | Fürst-Pückler-Straße 60                                  |                | Villa Bollongino:298                                                                                                 | Neubau                                         | zerstört |
| 1922      | Lindenthal    | Hültzstraße 36                                           |                | Halbvilla Paul Mark:303                                                                                              | Neubau                                         | zerstört |
| 1924      | Klettenberg   | Siebengebirgsallee 68 Lage                               |                | Wohnhaus:390 | Neubau                                         | Denkmalschutz |
| 1924      | Marienburg    | Mehlemer Straße 28                                       |                | Villa:81/82:532/533                                                                                                  | Neubau                                         | kriegsbeschädigt, wiederaufgebaut und 1978 abgebrochen                                                                 |
| 1924      | Weiden        | Goethestraße 10                                          |                | Sparkasse (Bauherr: Gemeinde Weiden):430/431                                                                         | Neubau                                         | 1972 abgebrochen |
| 1924      | Bickendorf    | Emilstraße 54 Lage                                       |                | Wohnhaus:526 | Erweiterung                                    | stark verändert erhalten                                                                                               |
| um 1925   | Lindenthal    | Stadtwaldgürtel 47                                       |                | Wohnhaus:396/397 | Neubau                                         | kriegszerstört |
| um 1925   | Lindenthal    | Stadtwaldgürtel 49 Lage                                  |                | Wohnhaus:83/84 | Neubau                                         | Denkmalschutz |
| 1925–1926 | Marienburg    | Eugen-Langen-Straße 10–12/ Marienburger Straße 43 Lage   |                | Zwei Direktorenhäuser der Rhenania-Kunheim Verein. Chem. Fabriken AG:398/399                                         | Neubau                                         | in den 1950er- bis 1970er-Jahren Sitz der Botschaft von Mexiko; Denkmalschutz                                          |
| 1926–1927 | Marienburg    | Goethestraße 4–6 Lage                                    |                | Doppelvilla:400/401:237                                                                                              | Neubau                                         | weitgehend erhalten |

### Bauten außerhalb von Köln
| Bauzeit    | Gemeinde Ortsteil                            | Adresse                                                     | Bild           | Objekt                                                                           | Maßnahme                                                                           | Anmerkungen                                                                                |
| ---------- | -------------------------------------------- | ----------------------------------------------------------- | -------------- | -------------------------------------------------------------------------------- | ---------------------------------------------------------------------------------- | ------------------------------------------------------------------------------------------ |
| 1894       | Bad Neuenahr-Ahrweiler Ortsteil Bad Neuenahr | Poststraße 35 Lage                                          |                | Wohnhaus:330–331                                                                 | Neubau                                                                             | erhalten                                                                                   |
| 1894–1895  | Euskirchen                                   | Kölner Straße 41 Lage                                       | weitere Bilder | Evangelische Kirche mit Pfarrhaus:432–434                                        | Neubau                                                                             | stark kriegsbeschädigt, nach 1945 etwas veränderter Wiederaufbau, Turm unter Denkmalschutz |
| 1894–1895  | Jünkerath                                    | Kölner Straße 62 Lage                                       |                | Evangelische Kirche:455/456                                                      | Neubau                                                                             | kriegszerstört, 1950/51 originalgetreu wiederaufgebaut; Denkmalschutz                      |
| 1894–1895  | Bad Neuenahr-Ahrweiler Ortsteil Ahrweiler    | Walporzheimer Straße 2 Lage                                 |                | Heilanstalt Ahrweiler: Bade- und Gesellschaftshaus:141–142                       | Neubau                                                                             | unverändert erhalten                                                                       |
| um 1895    | Euskirchen                                   | Kölner Straße                                               |                | Kreishaus des Kreises Euskirchen:452/453                                         | Neubau                                                                             | 1944 kriegszerstört                                                                        |
| 1895–1897  | Bad Neuenahr-Ahrweiler Ortsteil Ahrweiler    |                                                             |                | Heilanstalt Ahrweiler: Wirtschaftsbau („Ökonomie“):142/143                       | Neubau                                                                             | abgebrochen                                                                                |
| 1896–1897  | Bad Neuenahr-Ahrweiler Ortsteil Ahrweiler    | Lage                                                        |                | Heilanstalt Ahrweiler: Haus für unruhige Kranke („Villa Griesinger“):143–144     | Neubau                                                                             | 1944/45 kriegszerstört                                                                     |
| 1897       | Bad Neuenahr-Ahrweiler Ortsteil Ahrweiler    |                                                             |                | Heilanstalt Ahrweiler: Kessel- und Maschinenhaus:145/146                         | Erweiterung                                                                        | 1971 abgebrochen                                                                           |
| 1898–1899  | Bad Neuenahr-Ahrweiler Ortsteil Bad Neuenahr | Kurgartenstraße 1 Lage                                      |                | Thermalbadehaus:159–163                                                          | Neubau                                                                             | Denkmalschutz                                                                              |
| um 1898/99 | Wuppertal Wohnquartier Brill                 | Katernberger Straße 169 Lage                                |                | Wohnhaus (Villa):343–345                                                         | Neubau (Bauherr: Hermann Grafe, Textilfabrikant)                                   | Denkmalschutz; zu Mehrfamilienhaus umgebaut                                                |
| 1898–1900  | Wuppertal Stadtbezirk Barmen                 | Werth 46–50 Lage                                            |                | Gesellschaftshaus Concordia:151–158                                              | Neubau                                                                             | 1943 teilweise kriegszerstört, Wiederaufbau in vereinfachter Form; Denkmalschutz           |
| 1899       | Sankt Goarshausen                            | Burg Katz Lage                                              | weitere Bilder | Burg Katz                                                                        | Wiederaufbau zu einem Wohnhaus:26–35                                               | Denkmalschutz                                                                              |
| um 1900    | Trier Ortsbezirk Trier-Süd                   | Matthiasstraße 85 Lage                                      |                | Haus St. Matthias (Teil der Benediktinerabtei St. Matthias):351/352              | Umbau                                                                              | erhalten                                                                                   |
| um 1900    | Münster Stadtbezirk Mitte                    | Prinzipalmarkt 13 Lage                                      | weitere Bilder | Hotel zur alten Börse (erbaut 1710):464/465                                      | Umbau                                                                              | kriegszerstört, originalgetreu wiederaufgebaut; heute Westfälische Nachrichten             |
| um 1900    | Münster Stadtteil Roxel                      | Dingbängerweg 400 Lage                                      |                | Schloss Hohenfeld:353/354                                                        | Erweiterung (Bauherr: Graf Clemens Galen, Onkel von Clemens August Graf von Galen) | vor 1967 abgebrochen                                                                       |
| um 1900    | Bonn Ortsteil Bonn-Zentrum                   | Markt 8 Lage                                                | weitere Bilder | Hotel zum goldenen Stern:462/463                                                 | Umbau                                                                              | Fassade, zum Teil verändert, erhalten und denkmalgeschützt                                 |
| 1901       | Duisburg Stadtbezirk Mitte                   | Düsseldorfer Straße 19 Lage                                 |                | Mittelrheinische Bank:421/422                                                    | Neubau                                                                             | Denkmalschutz; heute Folkwang-Hochschule Duisburg                                          |
| 1903       | Bad Godesberg Ortsteil Rüngsdorf             | Karl-Finkelnburg-Straße 49–53 Lage                          | weitere Bilder | Kontorhaus der Firma Düren:405/406                                               | Neubau                                                                             | 1950–2000 Sitz der Botschaft von Italien; Denkmalschutz                                    |
| 1903–1904  | Bad Neuenahr-Ahrweiler Ortsteil Ahrweiler    | Schützbahn 54 Lage                                          |                | Heilanstalt Ahrweiler: Villa Maria:146–148                                       | Neubau                                                                             | Denkmalschutz                                                                              |
| vor 1905   | Duisburg Stadtbezirk Mitte                   | Münzstraße                                                  |                | vier Geschäftshauser:408                                                         | Neubau                                                                             | kriegszerstört                                                                             |
| vor 1905   | Duisburg Stadtbezirk Mitte                   | Münzstraße 20–28                                            |                | Geschäftshaus:409                                                                | Neubau                                                                             | kriegszerstört                                                                             |
| 1905–1906  | Essen Stadtteil Stadtkern                    | Lindenallee 21–23 Lage                                      |                | Rheinische Bank (Bauherr: A. Schaaffhausen’scher Bankverein):115–119             | Neubau                                                                             | 1944 kriegszerstört                                                                        |
| 1905–1906  | Bad Neuenahr-Ahrweiler Ortsteil Ahrweiler    | Walporzheimer Straße 2                                      |                | Heilanstalt Ahrweiler: Kurmittelhaus:148–150                                     | Neubau                                                                             | weitgehend unverändert erhalten, Verbindungstrakt aufgestockt                              |
| um 1910    | Bad Godesberg Ortsteil Alt-Godesberg         | Moltkestraße 58–60 (früher Moltkestraße 58) Lage            | weitere Bilder | Schaaffhausen'sche Bank, Filiale Bad Godesberg:426/427                           | Neubau                                                                             | erhalten; erweitert um drei Achsen                                                         |
| 1912       | Troisdorf Ortsteil Friedrich-Wilhelms-Hütte  | Louis-Mannstaedt-Straße 93 (früher Mendener Straße 51) Lage |                | Verwaltungsgebäude für die Façoneisen-Walzwerke Louis Mannstaedt & Co. AG:96–100 | Neubau                                                                             | stark verändert und aufgestockt                                                            |
| 1913       | Kleve                                        | Herzogstraße 32                                             |                | A. Schaaffhausen’scher Bankverein (Filiale Kleve):428/429                        | Neubau                                                                             | kriegszerstört                                                                             |
| 1913–1914  | Duisburg Stadtteil Friemersheim              | Roos-, Martini-, Mittel-, Turmstraße, Breitenbachallee Lage | weitere Bilder | Kolonie für Beamte und Arbeiter des Verschiebebahnhofs Hohenbudberg:381–383      | Neubau                                                                             | Teilabriss an der Breitenbachallee, sonst mit Veränderungen erhalten                       |
| 1914–1921  | Frechen Stadtteil Innenstadt                 | Hauptstraße 209 Lage                                        | weitere Bilder | Evangelische Kirche:134–136                                                      | Umbau und Erweiterung                                                              | erhalten                                                                                   |

### Nicht ausgeführte Entwürfe
- 1892:–9999 Zwickau, Entwurf für eine Evangelische Kirche[2]:470/471
- 1893:–9999 Halle (Saale), Wettbewerbsentwurf für die Riebeckstiftung (1. Preis), Ausführung nach Entwurf von Grenander und Spalding[2]:472–474
- 1893/1894:- Rheydt, Wettbewerbsentwurf für das Neue Rathaus (nicht prämiert, aber angekauft), Ausführung 1894–96 nach Entwurf von Robert Neuhaus[2]:475–477
- 1893/1894:- Wuppertal, Stadtteil Elberfeld, Wettbewerbsentwurf für ein neues Rathaus (3. Preis)[2]:478–480
- 1894:–9999 Düsseldorf, Stadtteil Oberbilk, Wettbewerbsentwurf für eine Evangelische Kirche (1. Preis), Ausführung 1886–1889 nach Entwurf von Georg Weidenbach[2]:481
- um 1897:–9 Aachen, Stadtteil Burtscheid, Entwurf für eine Evangelische Kirche, Ausführung 1897–1899 nach Entwurf von Heinrich Reinhardt[2]:482
- 1898:–9999 Zwickau, Wettbewerbsentwurf für die Lutherkirche[2]:483/484
- um 1900:–9 Mönchengladbach, Entwurf für ein Konzerthaus[2]:485/486
- um 1900:–9 bei Köln, Entwurf für ein Wohnhaus am Rhein[2]:487
- um 1900:–9 bei Hamburg, Entwurf für eine Schwebefähre über die Elbe[2]:488
- um 1900:–9 Wuppertal, Stadtteil Elberfeld, Entwurf für einen Neubau der Bergisch-Märkischen Bank[2]:489
- um 1900:–9 Köln, Wettbewerbsentwurf für ein Wohnhaus am Sachsenring (zweiter Teilnehmer: Eugen Fabricius)[2]:490
- um 1900:–9 Leverkusen, Stadtteil Schlebusch, zwei Entwürfe für eine Evangelische Kirche[2]:491/492
- um 1900:–9 Köln, Entwurf für einen Konzertsaal in der Flora[2]:493
- 1900:–9999 Hamburg, Wettbewerbsentwurf für den neuen Zentralbahnhof (nicht prämiert), Ausführung 1904–1906 nach einem Entwurf von Heinrich Reinhardt und Georg Süßenguth[2]:494–496
- 1900:–9999 Köln, Unter Sachsenhausen, Entwurf für ein Geschäftshaus der Rheinischen Diskontogesellschaft[2]:497
- 1903:–9999 Köln, Stadtteil Marienburg, Entwurf für die Reformationskirche, Ausführung 1903–1905 nach einem Entwurf von Otto March[2]:498/499
- 1904:–9999 Recklinghausen, Entwurf für ein neues Rathaus (nicht prämiert), Ausführung bis 1908 nach einem Entwurf von Otto Müller-Jena[2]:500
- 1904:–9999 Duisburg, Entwurf für eine Straßenbrücke über den Rhein zwischen Ruhrort und Homberg[2]:501
- 1905:–9999 Köln, Stadtteil Weiden, Entwurf für eine Evangelische Kirche in der Villenkolonie[2]:502/503
- 1907:–9999 Köln, Rudolfsplatz, Entwurf für ein Kaffee-Restaurant[2]:504
- 1908/1909:  Bonn, Poppelsdorfer Allee/Kronprinzenstraße, Wettbewerbsentwurf für ein Gesellschaftshaus des Bonner Bürgervereins (1. Preis), Ausführung nach einem Entwurf von Karl Thoma[2]:505/506
- 1908:–9999 Wiesbaden, Wettbewerbsentwurf für den Neubau des Landesmuseums (2. Preis), Ausführung 1913–1915 nach einem Entwurf von Theodor Fischer[2]:507/508
- um 1910:–9 Köln, Entwurf für Wohnhäuser am Deutschen Ring[2]:509
- um 1910:–9 Kempen, Entwurf für ein neues Kreishaus (1. Preis)[2]:510
- 1910:–9999 Köln, erster Wettbewerbsentwurf für die zweite Rheinbrücke (Kölner/Deutzer Hängebrücke) zwischen der Altstadt und Deutz (prämiert)[2]:514–516
- 1911:–9999 Köln, Schildergasse, Wettbewerbsentwurf für das Warenhaus Tietz (nicht prämiert)[2]:511–513
- 1912/1913:  Köln, zweiter Wettbewerbsentwurf für die zweite Rheinbrücke (Kölner/Deutzer Hängebrücke) zwischen der Altstadt und Deutz, Ausführung 1913–1915 nach einem Entwurf von Carl Moritz[2]:514–516
- um 1920:–9 Köln, Stadtteil Bickendorf, Entwurf für eine Evangelische Kirche mit Pfarr- und Gemeindehaus[2]:517
- um 1925:–9 Köln, Entwurf für einen Haupteingang des Zoologischen Gartens[2]:518
- um 1925:–9 Düsseldorf, Entwurf für ein neues Rathaus[2]:518
- um 1925:–9 Duisburg, Entwurf für den Bahnhofsvorplatz[2]:520
- 1925:–9999 Köln, Entwurf für die Bebauung des linksrheinischen Brückenkopfes der Kölner/Deutzer Hängebrücke (nicht prämiert)[2]:521–523

## Eigene Werkbände
- Schreiterer und Below, Architecten in Cöln, Ausgeführte Bauten und Entwürfe. Mönchengladbach 1905.
- Schreiterer und Below, Architekten B.D.A. Cöln a. Rhein, Ausgeführte Bauten & Entwürfe. Mahlmann, Charlottenburg 1915 (36 S.)[16]
- Gustav Ewald Konrad (Hrsg.): Neue Architektur, Schreiterer u. Below, Inh. B. Below, A. Passauer, G. Schreiterer, Architekten B.D.A., Köln am Rhein, Berlin/Wien 1927.